# Nils af Björksten
Nils Olof Thure af Björksten, född 18 januari 1931 i Helsingfors, död 16 maj 2009 i Ekenäs, var en finländsk jurist.
Nils af Björksten, som är son till prosten Thure Gustaf Alfred af Björksten och Iris Linnea Englund, blev student 1949, juris kandidat 1955 och vicehäradshövding 1960. Han var anställd vid advokatbyrå Gustaf Björnström 1954, avdelningschef vid bankirfirman Ane Gyllenberg 1955, avdelningschef och biträdande fondchef vid Helsingfors Aktiebank 1955–1959, tillförordnad borgmästare i Ekenäs 1959–1961 och ordinarie borgmästare där från 1961. Han var biträde vid Lojo domsagas arkiv 1957. Han var ordförande för valnämnden vid stats- och kommunalval 1960–1964, för kolonisation i Ekenäs 1962–1964, för vattennämnden från 1962 och för Samfundet Folkhälsan i Ekenäs från 1963. Han var kontrollant vid Helsingfors Aktiebanks Ekenäskontor från 1962 och medlem av Ekenäs stadsplanekommitté från 1964.